# 上北自動車道
上北自動車道（かみきたじどうしゃどう）は、青森県上北郡六戸町から同県同郡七戸町に至る高規格幹線道路である。略称は上北道（かみきたどう）。
高速道路ナンバリングでは、八戸自動車道、百石道路、第二みちのく有料道路、みちのく有料道路、青森自動車道とともに「E4A」が割り当てられている。

## 概要

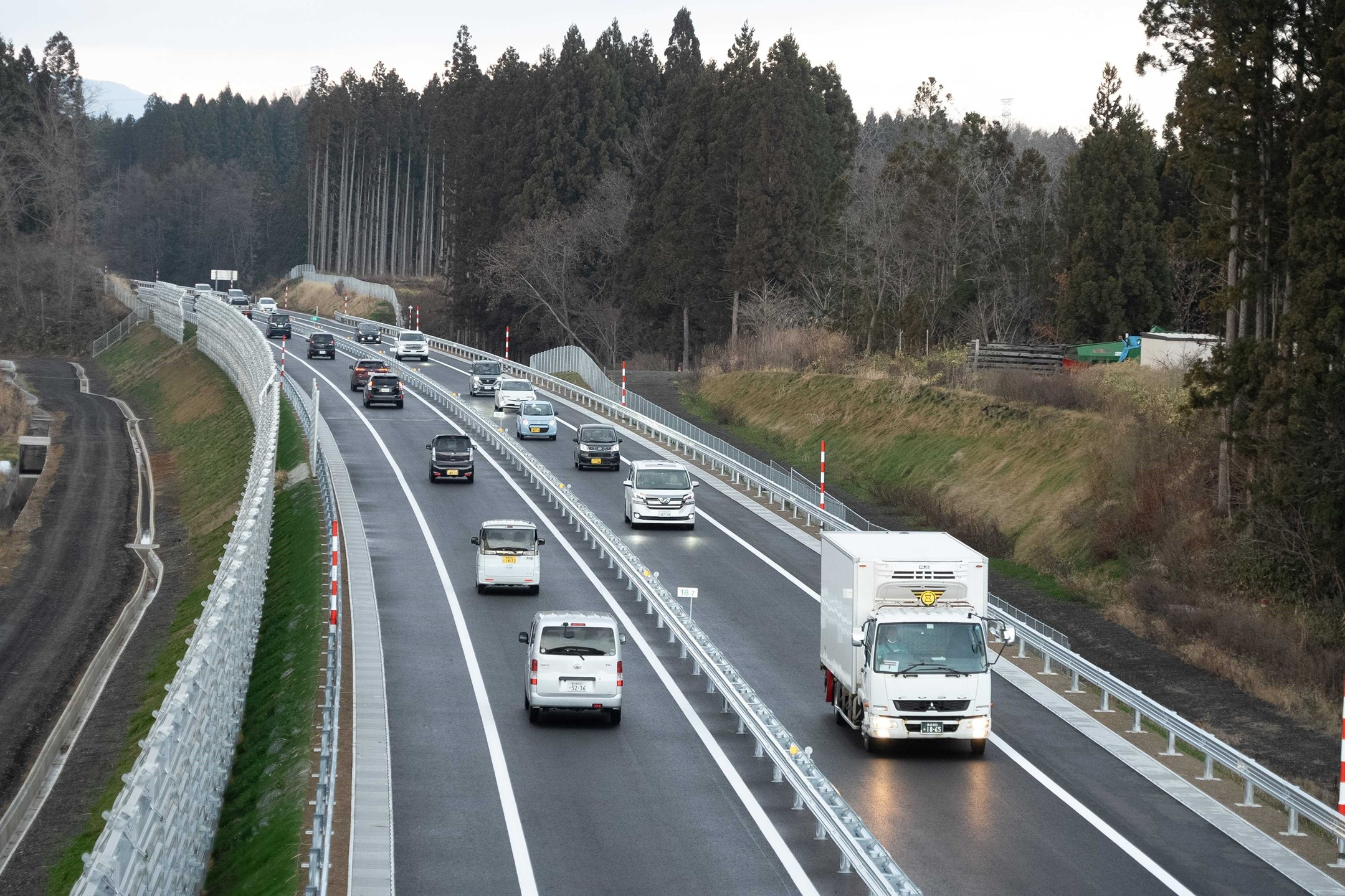
天間林道路開通直後の七戸IC - 七戸北IC

1987年（昭和62年）に閣議決定された第四次全国総合開発計画によって、東北縦貫自動車道八戸線の八戸・青森間延伸が指定され、その一部として事業化された。青森県南部地方の南東部を南北に縦貫する高規格幹線道路であり、全線が自動車専用道路に指定され、高速自動車国道に並行する一般国道自動車専用道路（A'路線）に位置づけられており、一般国道4号および一般国道45号に指定されている。自動車専用道路としては一般国道45号単独である。有料道路ではなく、全線が無料で供用されている。
2022年（令和4年）11月27日に天間林道路が開通したことで全線開通となった。みちのく有料道路と第二みちのく有料道路の間には長らく高規格幹線道路が存在しておらず、この間を補完する当路線の整備により、青森市と八戸市間の所要時間短縮などが期待されている。ただし、当路線終点の七戸北ICからみちのく有料道路までは一般道路の青森県道242号後平青森線を介する形となっており、直接には接続していない。

## 各事業区間
上北自動車道は当初「上北横断道路」の名称で計画されていた。上北道路、上北天間林道路、天間林道路の3事業で構成される。

### 上北道路
上北道路（かみきたどうろ）は、上北自動車道 六戸JCT（青森県上北郡六戸町） - 上北IC（同県同郡東北町）間の事業名である。
2005年（平成17年）に事業着手した。当初は2015年（平成27年）ごろ供用予定であったが、目標が2013年（平成25年）に早められ、同年3月24日に供用開始した。
- 起点 : 青森県上北郡六戸町大字犬落瀬字堀切沢60番1011[8]
- 終点 : 青森県上北郡東北町大字大浦字南平2番87[8]
- 延長 : 7,660 m[14]
- 規格 : 第1種第3級[15]
- 幅員 : 暫定13.5 m - 16.5 m（完成23.5 m）[16]
- 車線幅員 : 3.5 m[16]
- 車線数 : 暫定2車線（完成4車線）[16]
- 設計速度 : 80 km/h[15]
- 最高速度 : 80 km/h

### 上北天間林道路
上北天間林道路は、上北自動車道 上北IC（青森県上北郡東北町） - 七戸IC（青森県上北郡七戸町）間の事業名である。
2008年（平成20年）に事業着手し、2011年（平成23年）より建設を進められ、2019年（平成31年）3月16日に開通した。
- 起点 : 青森県上北郡東北町大字大浦[19]
- 終点 : 青森県上北郡七戸町字附田向[19]
- 延長 : 7,760 m[14]
- 規格 : 第1種第3級[19]
- 幅員 : 暫定13.5 m - 16.5 m（完成23.5 m）[16]
- 車線幅員 : 3.5 m[16]
- 車線数 : 暫定2車線（完成4車線）[16]
- 設計速度 : 80 km/h[19]
- 最高速度 : 80 km/h

### 天間林道路
天間林道路は、青森県上北郡七戸町内の上北自動車道 七戸IC - 七戸北IC間の事業名である。
2012年（平成24年）10月17日より調査設計など事業着手。2013年度（平成25年度）より用地着手し、2014年度（平成26年度）に着工、2022年（令和4年）11月27日に開通した。
- 起点 : 青森県上北郡七戸町字附田向[12][23]
- 終点 : 青森県上北郡七戸町字後平[12][23]
- 延長 : 8,320 m[14]
- 規格 : 第1種第3級[24]
- 幅員 : 13.5 m[14]
- 車線幅員 : 3.5 m[14]
- 車線数 : 2車線[24]
- 設計速度 : 80 km/h[24]

## インターチェンジなど
- 全区間青森県上北郡内に所在。
- 背景色が■である部分は未供用。
- 英略字は以下の項目を示す。
IC：インターチェンジ、JCT：ジャンクション

| 施設名                                                                            | 接続路線名                                               | 六戸 から (km) | 川口 から (km) | 三郷 から (km) | 備考             | 所在地 |
| --------------------------------------------------------------------------------- | -------------------------------------------------------- | -------------- | -------------- | -------------- | ---------------- | ------ |
| E4A 第二みちのく有料道路 下田百石IC 百石道路方面                                  |                                                          |                |                |                |                  |        |
| 六戸JCT                                                                           | E4A 第二みちのく有料道路                                 | 0.0            | 655.2          | 711.7          | 百石道路方面のみ | 六戸町 |
| 六戸三沢IC                                                                        | 県道22号三沢七戸線                                       | 4.1            | 659.3          | 715.8          |                  | 六戸町 |
| 上北IC                                                                            | 県道211号折茂上北町停車場線                              | 7.7            | 662.9          | 719.4          |                  | 東北町 |
| 東北IC                                                                            | 県道121号七戸上北町停車場線                              | 12.7           | 667.9          | 724.4          |                  | 東北町 |
| 七戸IC                                                                            | 国道394号（榎林バイパス）                                | 15.5           | 670.7          | 727.2          |                  | 七戸町 |
| 七戸北IC                                                                          | 国道4号 県道242号後平青森線（ E4A みちのく有料道路方面） | 23.8           | 679.0          | 735.5          |                  | 七戸町 |
| 下北半島縦貫道路（国道4号 野辺地七戸道路） 東北縦貫自動車道八戸線（基本計画区間） |                                                          |                |                |                |                  |        |

## 歴史

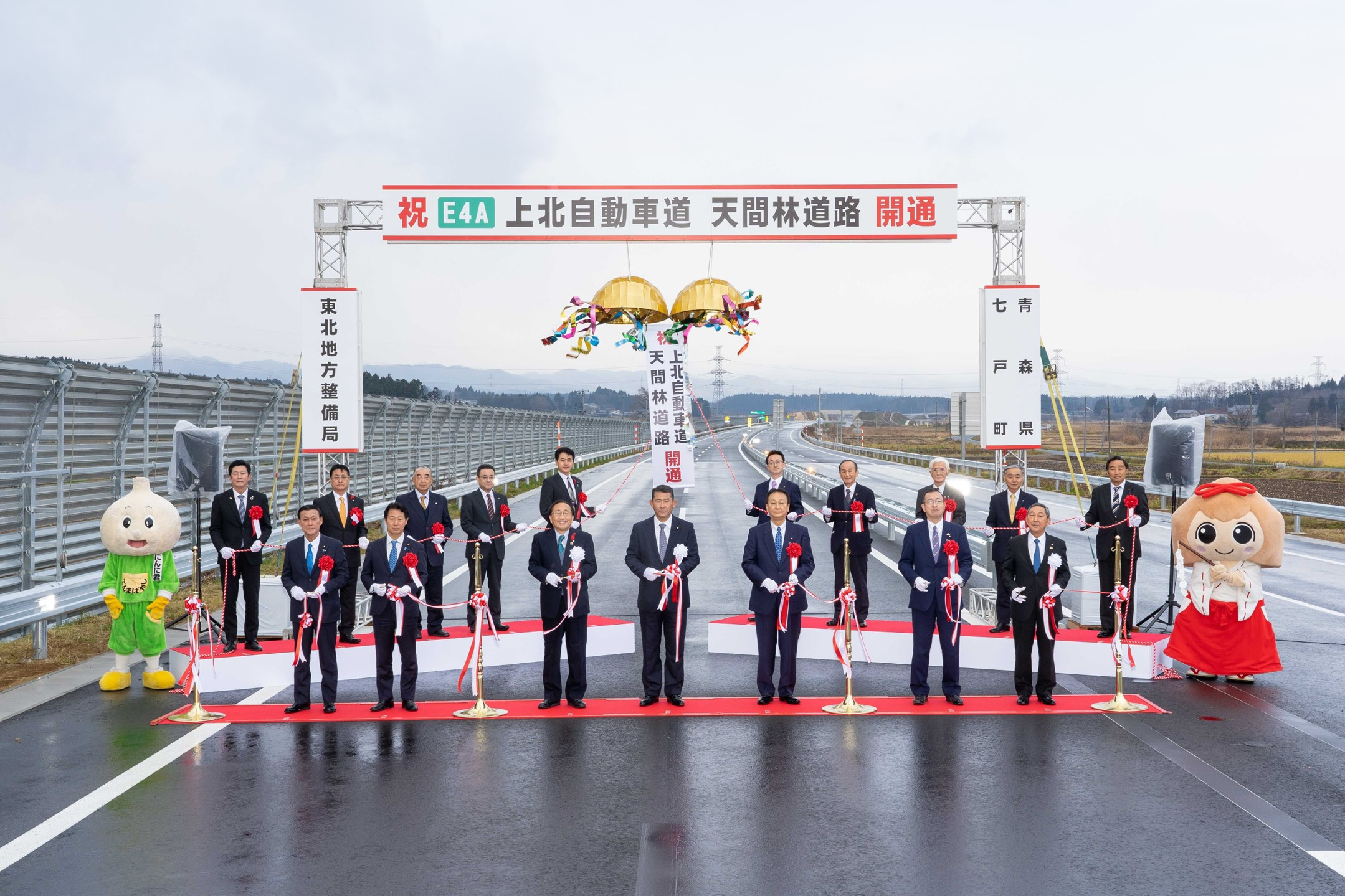
天間林道路の開通式

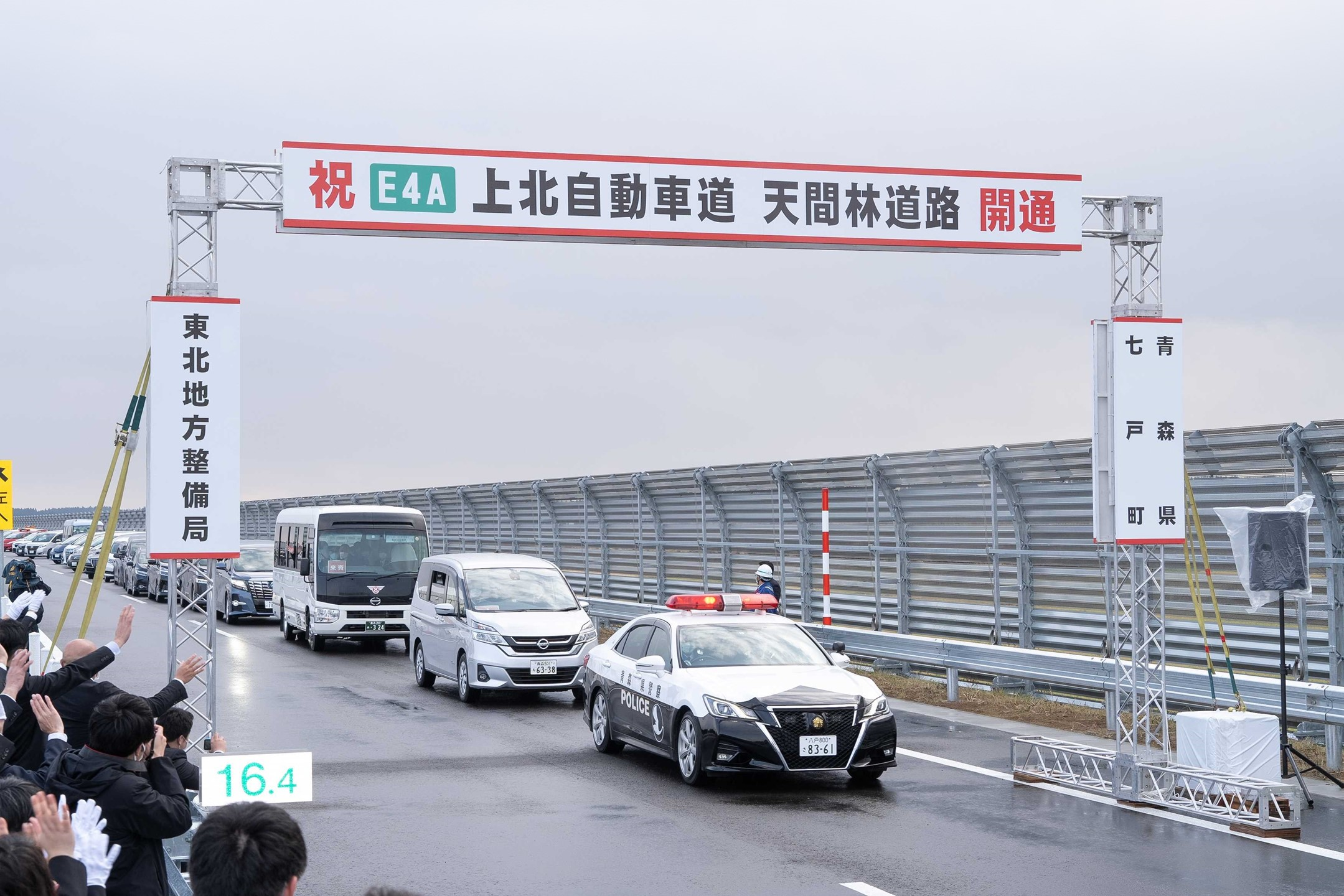
天間林道路の通り初め

- 2005年度（平成17年度） : 上北道路 事業着手[16]。
- 2006年度（平成18年度） : 上北道路 用地着手[16]。
- 2007年度（平成19年度） : 上北道路 工事着手[16]。
- 2008年度（平成20年度） : 上北天間林道路 事業着手[19]。
- 2010年度（平成22年度） : 上北天間林道路 用地着手[19]。
- 2011年度（平成23年度） : 上北天間林道路 工事着手[19]。
- 2012年度（平成24年度） : 天間林道路 事業着手[22]。
- 2013年（平成25年）3月24日 : 上北道路 六戸JCT - 上北IC間開通[26]。
- 2013年度（平成25年度） : 天間林道路 用地着手[22]。
- 2014年度（平成26年度） : 天間林道路 工事着手[22]。
- 2019年（平成31年）3月16日 : 上北天間林道路 上北IC - 七戸IC間開通[17]。
- 2022年（令和4年）11月27日 : 天間林道路 七戸IC - 七戸北IC間開通[10]。これにより全線開通。

## 路線状況

### 車線・最高速度
| 区間              | 車線 上下線=上り線+下り線 | 最高速度 |
| ----------------- | ------------------------- | -------- |
| 六戸JCT - 七戸IC  | 2=1+1 （暫定2車線）       | 80 km/h  |
| 七戸IC - 七戸北IC | 2=1+1 （完成2車線）       | 80 km/h  |

- 全線で剛性中央分離帯が設置されている。

### 道路管理者
- 国土交通省
  - 東北地方整備局 青森河川国道事務所
    - 十和田国道維持出張所 : 六戸JCT - 七戸北IC

### 交通量
24時間交通量（台）
| 区間                 | 平成27（2015）年度 | 令和3（2021）年度 | 令和5（2023）年度 |
| -------------------- | ------------------ | ----------------- | ----------------- |
| 六戸JCT - 六戸三沢IC | 3,884              | 6,642             | 8,800             |
| 六戸三沢IC - 上北IC  | 4,694              | 5,688             | 11,700            |
| 上北IC - 東北IC      | 調査当時未開通     | 7,046             | 11,000            |
| 東北IC - 七戸IC      | 調査当時未開通     | 7,046             | 10,800            |
| 七戸IC - 七戸北IC    | 調査当時未開通     | 調査当時未開通    | 8,900             |

（出典：「平成27年度全国道路・街路交通情勢調査」・「令和3年度全国道路・街路交通情勢調査」・「上北自動車道全線開通1年後の整備効果について」（国土交通省ホームページ）より一部データを抜粋して作成）

## 地理

### 通過する自治体
- 青森県
  - 上北郡六戸町 - 上北郡東北町 - 十和田市 - 上北郡東北町 - 上北郡七戸町

### 接続する高速道路
- E4A 第二みちのく有料道路（六戸JCTで接続）
- 下北半島縦貫道路（七戸北ICで接続予定）